# Кузубов, Юрий Александрович
Ю́рий Алекса́ндрович Кузу́бов (род. 26 января 1990, Сычёвка, Смоленская область) — украинский шахматист, гроссмейстер (2005). Чемпион Украины (2014).

## Биография
С раннего детства проживает в Краматорске. Занимался шахматами с Сергеем Полянцевым, Владимиром Савоновым и Александром Алексиковым. Состоит в шахматном клубе имени Александра Момота.
Занял 1-е место в первенстве Украины до 12 (2001, 2002), до 14 (2003) и до 18 лет (2006). Разделил 1—3 места в турнире «Юные Звезды Мира», занял 2-е место в первенстве мира среди юношей в 2004 году. Дважды занимал 2-е место в составе сборной Украины на детской Олимпиаде (2002 и 2003).
В 2002 году выиграл группу B Мемориала Чигорина", в 2004 выиграл турниры в Гронингене и Судаке. В 2007 году поделил 1—2 места на Baden Challenge, 1—5 места с победой по дополнительным показателям в Gurgaon Open GM (2009) и 1—3 места с победой по итогам плей-офф в организованном Сьюзан Полгар состязании SPICE Cup (2009).